# Nejvyšší soud Spojených států amerických
Nejvyšší soud Spojených států amerických (anglicky Supreme Court of the United States, zkratka SCOTUS) je nejvyšším orgánem soudní moci v rámci federálního soudnictví ve Spojených státech.
Skládá se z devíti členů: předsedy (Chief Justice) a osmi soudců (Associate Justice). Členy do Nejvyššího soudu Spojených států amerických jmenuje prezident a jsou schvalováni senátem. Bývá zvykem, že členové Nejvyššího soudu jsou ve funkci až do konce života nebo do své rezignace a odchodu do důchodu, ale nejsou odvoláváni. Nejvyšší soud je nejvyšší odvolací soud (apelační soud), nicméně řeší jen malý počet kauz. Každý soudce má svůj obvod, soudci se mohou pochopitelně radit mezi sebou. Nejvyšší soud je poslední soudní odvolací instance ohledně trestu smrti ve všech státech USA, ve kterých je tento trest přípustný. Na základě rozhodnutí v kauze Marbury vs. Madison je též americký Nejvyšší soud strážcem ústavnosti a může rušit neústavní zákony a akty státní moci (podobně jako Ústavní soud České republiky).

## Historie

### Vznik Nejvyššího soudu
V průběhu debaty o dělbě moci mezi zákonodárnou a výkonnou mocí delegáti Filadelfského ústavního konventu v roce 1787 vytvořili také parametry pro soudní moc. Vytvoření této „třetí větve“ státní moci bylo novým nápadem, v anglické tradici byly totiž soudní záležitosti považovány za doménu královské (výkonné) moci. Delegáti, kteří byli proti silné ústřední vládě, zpočátku tvrdili, že federální zákony mohou být vymáhány soudy jednotlivých států, zatímco jiní, včetně Jamese Madisona, obhajovali federální soudní orgán skládající se z různých tribunálů určených celostátním zákonodárcem. Rovněž bylo navrženo, že soudnictví by mělo hrát určitou roli při kontrole pravomoci výkonné moci vetovat nebo revidovat zákony. Delegáti nakonec dospěli ke kompromisu tím, že načrtli pouze obecné rysy soudní moci a federální soudní moc svěřili „jednomu nejvyššímu soudu a takovým nižším soudům, které Kongres může čas od času určit a vytvořit“. Nedefinovali ani přesné pravomoci a výsady Nejvyššího soudu, natož organizaci soudní moci jako celku.
Až 1. kongres Spojených států konaný v letech 1789–1791 vytvořil podrobnou organizaci federálního soudnictví prostřednictvím zákona o soudnictví (Judiciary Act) z roku 1789. Nejvyšší soud, jakožto nejvyšší americký soudní tribunál, měl zasedat v hlavním městě a původně měl být složen z předsedy (Chief Justice) a pěti dalších soudců (Associate Justices). Zákon také rozdělil zemi na soudní okresy, které byly následně reorganizovány do obvodů. Soudci měli povinnost cestovat po svém přiděleném soudním obvodu a dvakrát ročně konat „obvodní soud“.
Bezprostředně po podepsání zákona prezident George Washington k Nejvyššímu soudu nominoval Johna Jaye jako předsedu a Johna Rutledgeho, Williama Cushinga, Roberta H. Harrisona, Jamese Wilsona a Johna Blaira mladšího jako ostatní soudce. Všech šest bylo potvrzeno Senátem 26. září 1789, Harrison však jmenování odmítl a na jeho místo prezident Washington později nominoval Jamese Iredella. Zahajovací zasedání Nejvyššího soudu se konalo od 2. února do 10. února 1790. První zasedání soudu byla ale věnována jen organizačním záležitostem, protože první případy se k němu dostaly až v roce 1791.

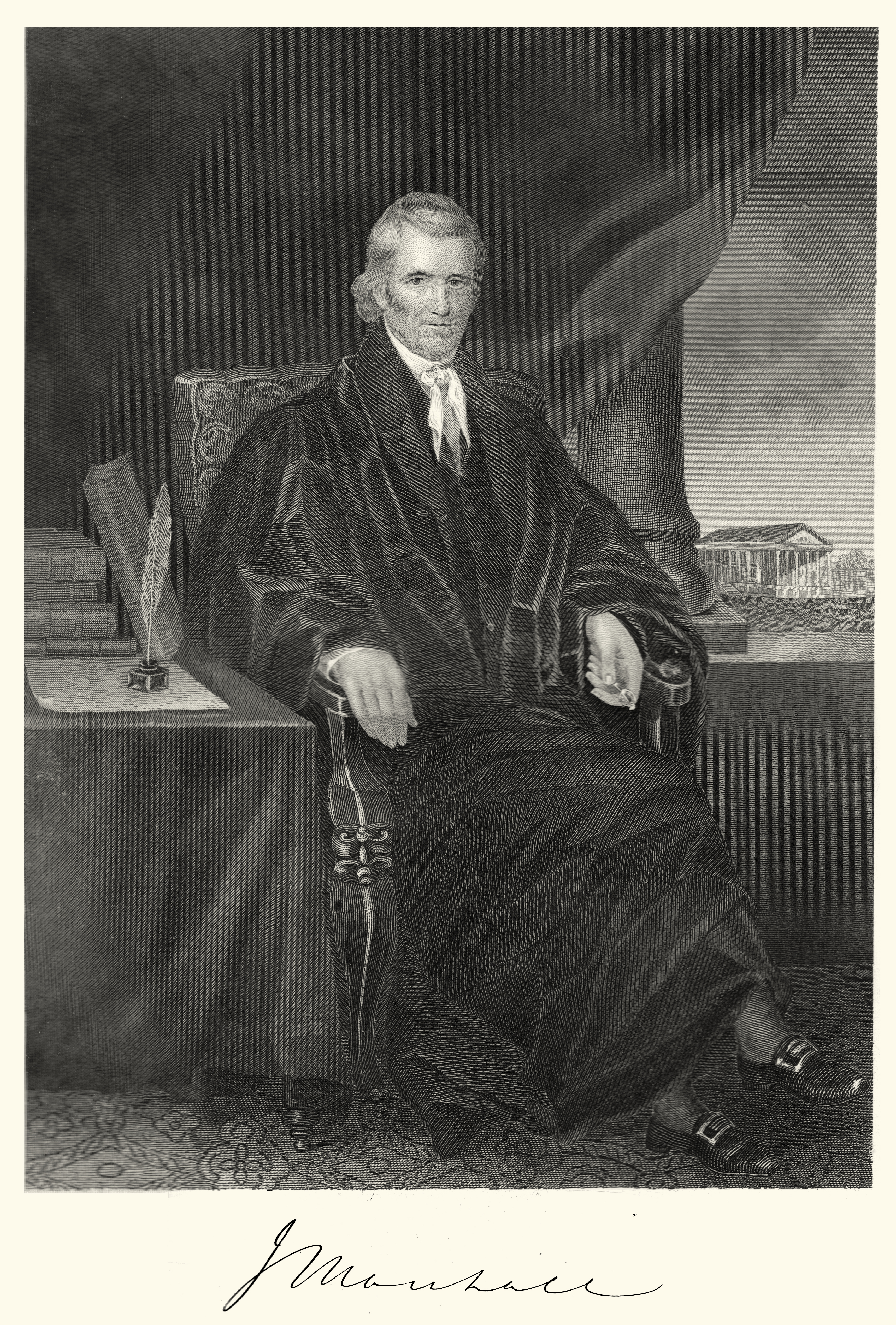
John Marshall

### Od prvopočátků až k Marshallovi
Za předsednictví Jaye, Rutledgeho a Ellswortha (1789–1801) Nejvyšší soud projednal několik případů, prvním rozhodnutím bylo West vs. Barnes (1791) včetně projednání před soudem. Jelikož měl Nejvyšší soud zpočátku pouze šest členů, každé většinové rozhodnutí bylo rovněž přijato alespoň dvěma třetinami hlasů (hlasovali čtyři proti dvěma). Kongres však vždy umožňoval rozhodovat i při méně než plném členství u soudu, počínaje kvórem čtyř soudců v roce 1789. Soud postrádal své vlastní sídlo a měl malou prestiž, situaci nepomohl ani nejvýznamnější případ této doby, Chisholm vs. Georgia (1793), který byl během dvou let zvrácen přijetím jedenáctého dodatku americké Ústavy.
Moc a prestiž soudu významně vzrostla až během Marshallova předsednictví (1801–1835). Za Marshalla soud vytvořil pravomoc soudního přezkumu aktů Kongresu, včetně určení sebe sama jako nejvyššího vykladače Ústavy (Marbury vs. Madison), a vydal několik důležitých ústavních rozhodnutí, která dávají tvar i obsah rovnováze moci mezi federální vládou a jednotlivými státy (zejména Martin vs. Hunter's Lessee, McCulloch vs. Maryland a Gibbons vs. Ogden). Marshallův soud také ukončil praxi, kdy každý soudce vydával své vlastní stanovisko seriatim (postupné řešení předložených právních otázek), což byl ještě pozůstatek britské tradice, a místo toho začalo být vydáno jen jedno většinové stanovisko. Během Marshallova působení, i když mimo kontrolu soudu, byl v letech 1804–1805 zbaven úřadu, ale poté obvinění zproštěn soudce Samuel Chase, což také napomohlo upevnit zásadu soudní nezávislosti.

### Od Taneyho k Taftovi
Taneyův soud (1836–1864) vydal také několik důležitých rozhodnutí, například Sheldon vs. Sill, kde rozhodl, že Kongres sice nemůže omezovat případy, které by mohl Nejvyšší soud projednávat, může však omezit jurisdikci nižších federálních soudů tím, že jim zabrání rozhodovat určité případy. Nicméně je především připomínán pro své rozhodnutí ve věci Dred Scott vs. Sandford, které pomohlo urychlit Americkou občanskou válku. V poválečné době však Nejvyšší soud za předsedů Chasea, Waitea a Fullera (1864–1910) interpretoval nové dodatky Ústavy přijaté za občanské války a rozvíjel doktrínu „substantive due process“ (Lochner vs. New York, Adair vs. United States).
Za předsedů Whitea a Tafta (1910–1930) Nejvyšší soud rozhodl, že podle čtrnáctého dodatku Ústavy jsou některé záruky z Listiny práv vymahatelné vůči jednotlivým státům (Gitlow vs. New York), potýkal se s novými protimonopolními zákony (Standard Oil Co. of New Jersey vs. United States), potvrdil ústavnost vojenské branné povinnosti (Arver vs. United States) a dovedl doktrínu „substantive due process“ na její první vrchol (Adkins vs. Children's Hospital).

### New Deal

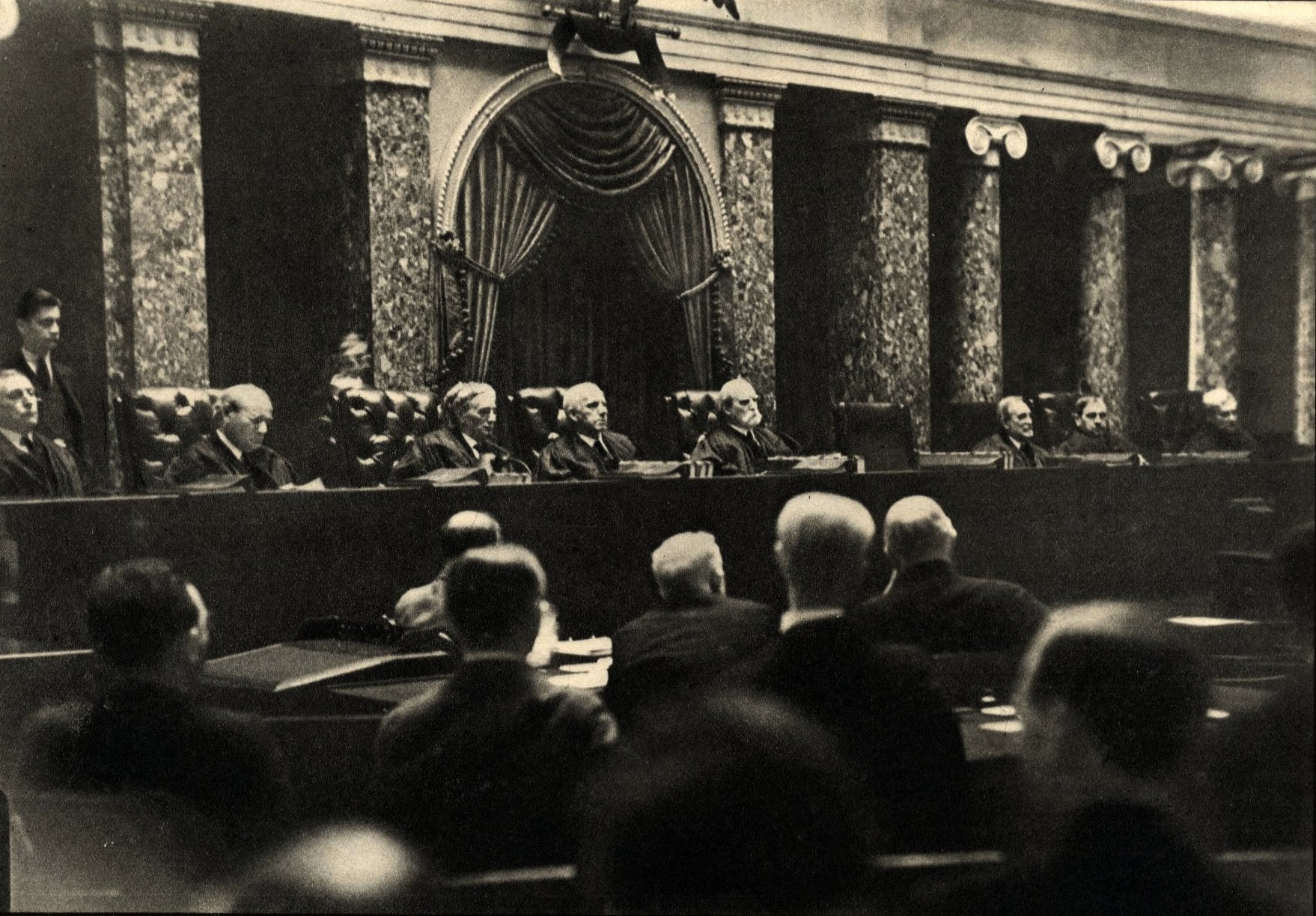
Fotografie ze zasedání Nejvyššího soudu v roce 1932, kdy byly projednávány kauzy spojené s programem New Deal, pořízená tajně Erichem Salomonem, který předstíral zlomenou ruku a schoval tak svůj fotoaparát

Během předsednictví Hughese, Stonea a Vinsona (1930–1953) získal Nejvyšší soud v roce 1935 vlastní sídlo a změnil svůj výklad Ústavy tím, že širším výkladem pravomocí federální vlády usnadnil program New Deal prezidenta Franklina D. Roosevelta (nejvýznamnější rozhodnutí West Coast Hotel Co. vs. Parrish, Wickard vs. Filburn, United States vs. Darby a United States vs. Butler). Během druhé světové války soud i nadále upřednostňoval moc federální vlády a potvrdil internaci občanů japonského původu (Korematsu vs. United States) i povinný závazek věrnosti (Minersville School District vs. Gobitis). Nicméně rozhodnutí Gobitis bylo brzy překonáno (West Virginia State Board of Education vs. Barnette) a případ zabavení oceli (Youngstown Sheet & Tube Co. vs. Sawyer) už omezil dosavadní provládní trend.

### Warren a Burger
Warrenův soud (1953–1969) dramaticky rozšířil sílu ústavně zaručených občanských svobod. Rozhodl, že segregace na veřejných školách porušuje klauzuli stejné ochrany ze čtrnáctého dodatku Ústavy (Brown vs. Board of Education, Bolling vs. Sharpe a Green vs. County School Bd.) a že tradiční hranice legislativních okresů porušují volební právo (Reynolds vs. Sims). Vytvořil také obecné právo na soukromí (Griswold vs. Connecticut), omezil roli náboženství na veřejných školách (nejvýrazněji Engel vs. Vitale a Abington School District vs. Schempp), určil, že už většina záruk z Listiny práv je vůči jednotlivým státům vymahatelná (především Mapp vs. Ohio – pravidlo o vyloučení nezákonného vyšetřování a Gideon vs. Wainwright – právo na zvolení si právního zástupce), a požadoval, aby podezřelí z trestných činů byli se všemi těmito právy seznámeni policií (Miranda vs. Arizona). Současně však Nejvyšší soud omezil žaloby osobností veřejného života proti pomluvám (New York Times vs. Sullivan) a poskytl vládě nepřerušené tažení za protimonopolním vítězstvím.
Předsednictví Burgera (1969–1986) znamenalo konzervativní posun. Nejvyšší soud rozšířil právo jednotlivce na soukromí vůči zákonům jednotlivých států o potratech (Roe vs. Wade), ale hluboce se rozdělil při rozhodování o afirmativní akci (Regents of the University of California vs. Bakke) a regulaci financování politických kampaní (Buckley vs. Valeo). Rovněž se nemohl shodnout nad trestem smrti a rozhodl nejdříve, že uložení tohoto trestu bylo většinou vadné (Furman vs. Georgia), později však, že sám trest smrti není protiústavní (Gregg vs. Georgia).

### Rehnquist a Roberts
Rehnquistův soud (1986–2005) byl známý pro své oživení soudního vymáhání federalismu, zdůrazňování limitů ústavních záruk státní moci (United States vs. Lopez) a síly sebeomezení této moci (Seminole Tribe vs. Florida, City of Boerne vs. Flores). Zrušil státní školy jediného pohlaví kvůli porušení principu rovné ochrany (United States vs. Virginia), zákony proti sodomii jako porušení „substantive due process“ (Lawrence vs. Texas) a částečné veto návrhů zákonů (Clinton vs. New York), potvrdil ale školní poukázky (Zelman vs. Simmons-Harris) a znovu potvrdil omezení zákonů o potratech (Planned Parenthood vs. Casey). Obzvláště kontroverzní bylo rozhodnutí soudu ve věci Bush vs. Gore, které ukončilo přepočítání hlasů během prezidentských voleb v roce 2000.
Nejvyšší soud za předsedy Robertse (od 2005) je považován za konzervativnější než Rehnquistův soud. Některá z jeho hlavních rozhodnutí se týkala přednosti federálního práva (Wyeth vs. Levine), civilního procesu (Bell Atlantic Corp. vs. Twombly), potratů (Gonzales vs. Carhart), změny klimatu (Massachusetts vs. EPA), manželství osob stejného pohlaví (United States vs. Windsor, Obergefell vs. Hodges) a Listiny práv, zejména ve věcech Citizens United v. Federal Election Commission (první dodatek), District of Columbia v. Heller (druhý dodatek), McDonald vs. Chicago (druhý dodatek) a Baze vs. Rees (osmý dodatek).

## Budova Nejvyššího soudu

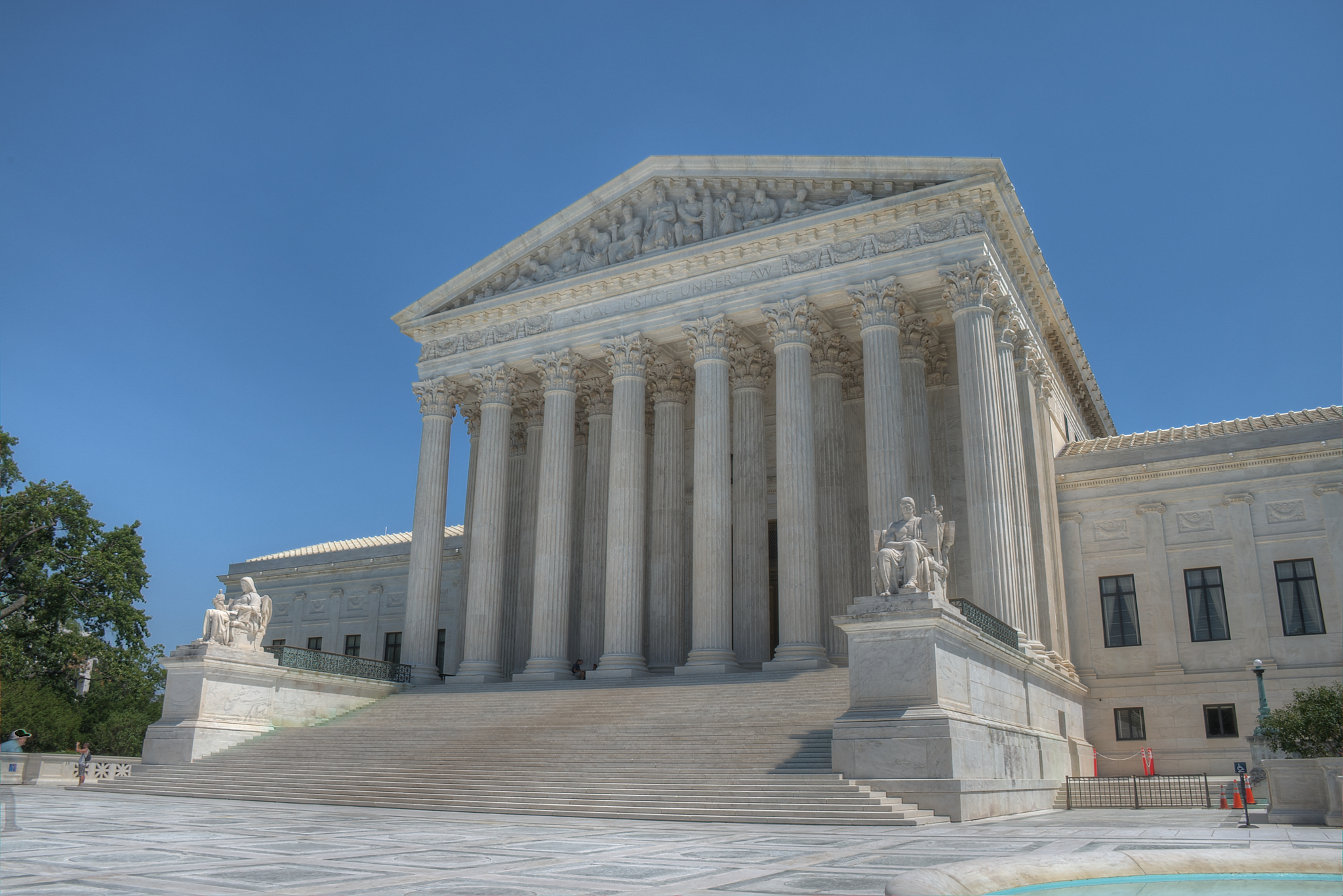
Budova Nejvyššího soudu USA

Nejvyšší soud se poprvé sešel 1. února 1790 v budově Merchants' Exchange Building v New Yorku, tehdejším hlavním městě USA. Když se hlavním městem stala Filadelfie, soud se krátce sešel v Independence Hall a poté se od roku 1791 do roku 1800 usadil na filadelfské Staré radnici. Poté, co se vláda přestěhovala do Washingtonu, D.C., soud obsadil různé prostory v budově Kapitolu, a to až do roku 1935, kdy se přestěhoval do vlastního nového sídla.
Čtyřpodlažní budova obložená mramorem byla navržena architektem Cass Gilbertem v klasickém stylu respektujícím okolní budovy Kapitolu a Kongresové knihovny. Budova zahrnuje hlavní soudní síň, kanceláře soudců, rozsáhlou právnickou knihovnu a různé konferenční a pomocné prostory včetně tělocvičny. Budova Nejvyššího soudu spadá do působnosti architekta celého komplexu, ale udržuje si vlastní policejní síly oddělené od hlavní policie Kapitolu. Ve všední dny je přístupná veřejnosti, která se může účastnit i ústních jednání Nejvyššího soudu.

## Složení

### Počet soudců
Ústava USA ve svém čl. III nestanoví ani velikost Nejvyššího soudu, ani žádné konkrétní pozice u něj (i když existenci funkce předsedy mlčky uznává v čl. I). Místo toho jsou tyto pravomoci svěřeny Kongresu, který původně prostřednictvím zákona o soudnictví z roku 1789 ustanovil šestičlenný Nejvyšší soud složený z předsedy a pěti dalších soudců. Počet soudců byl poprvé snížen zákonem z roku 1801 na celkem pět členů, a to od jeho dalšího neobsazení, ale ještě než k tomu došlo, tak nový zákon z roku 1802 tento zákon okamžitě zrušil a obnovil počet soudců na šest. Jak se poté území USA zvětšovalo, Kongres přidal další soudce, aby odpovídali rostoucímu počtu soudních obvodů: sedm v roce 1807, devět v roce 1837 a deset v roce 1863. V roce 1866 přijal Kongres na popud předsedy Nejvyššího soudu Chaseho a ve snaze omezit moc Andrewa Johnsona zákon, podle kterého neměli být postupně nahrazeni tři soudci, až by odešli do důchodu, což by soud zeštíhlilo na sedm soudců. Díky tomu bylo jedno soudcovské místo zrušeno v roce 1866 a druhé v roce 1867. V roce 1869 však zákon o obvodních soudcích (Circuit Judges Act) vrátil počet soudců na devět, kde už od té doby zůstal.

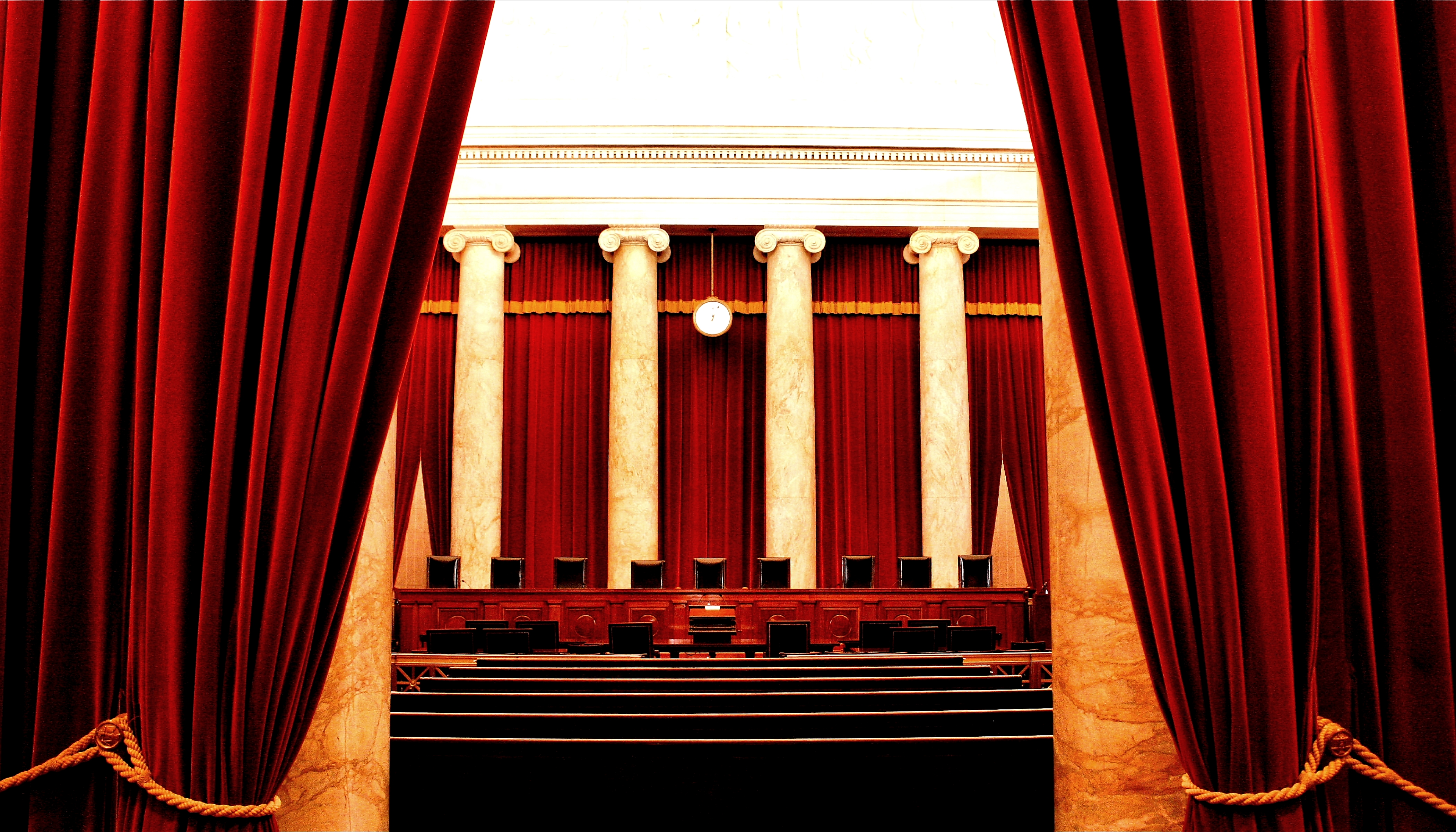
Hlavní soudní síň

Prezident Franklin D. Roosevelt se pokusil v roce 1937 Nejvyšší soud rozšířit. Jeho návrh předpokládal jmenování jednoho pomocného soudce pro každého ze stávajících soudců, který by dosáhl věku 70,5 let a odmítl odejít do důchodu, a to až do maximální výše 15 soudců. Návrh měl zdánlivě zmírnit pracovní břemeno pro starší soudce, ale jako jeho skutečný účel byla obecně chápána snaha „přibalit“ k Nejvyššímu soudu soudce, kteří by podpořili Rooseveltův New Deal. Tento plán v Kongresu sice selhal, ale rovnováha soudu se nicméně začala během několika měsíců měnit, když soudce Willis Van Devanter odešel do důchodu a byl nahrazen senátorem Hugem Blackem. Do konce roku 1941 jmenoval Roosevelt sedm soudců a povýšil Harlana Fiske Stonea na předsedu Nejvyššího soudu.

### Jmenování soudců
Článek II oddíl 2 věta 2 Ústavy USA, známá jako doložka o jmenování, zmocňuje prezidenta nominovat a s potvrzením (radou a souhlasem) Senátu jmenovat veřejné činitele, včetně soudců Nejvyššího soudu. Toto ustanovení je jedním z příkladů systému brzd a protivah, který je Ústavě USA vlastní. Prezident má úplnou pravomoc nominovat, zatímco Senát má úplnou pravomoc kandidáta odmítnout nebo potvrdit. Ústava nestanoví žádnou kvalifikaci pro výkon služby soudce Nejvyššího soudu, takže prezident může nominovat kohokoli a Senát si zase nesmí stanovit žádnou podmínku nebo jinak omezit, koho prezident zvolí.
V moderní době proces nominací přitahuje značnou pozornost novinářských a dalších skupin, které lobují u senátorů, aby kandidáta potvrdili nebo odmítli, v závislosti na tom, zda se jeho názory shodují s názory dané skupiny. Soudní výbor Senátu vede slyšení a hlasuje o tom, zda by měla být nominace předložena celému Senátu s pozitivní, negativní anebo neutrální zprávou. Praxe výboru o osobních pohovorech s kandidáty je relativně nová. Prvním kandidátem, který před výborem vystoupil, byl Harlan Fiske Stone v roce 1925, který se snažil potlačit obavy ohledně svých vazeb na Wall Street, a definitivně se praxe těchto pohovorů ujala od jmenování soudce Johna Marshalla Harlana v roce 1955. Jakmile výbor ohlásí nominaci, rozhoduje o ní celý Senát. Odmítnutí jsou relativně neobvyklá, Senát dosud výslovně odmítl dvanáct kandidátů k Nejvyššímu soudu, naposledy Roberta Borka, nominovaného prezidentem Ronaldem Reaganem v roce 1987. Ne každý kandidát k Nejvyššímu soudu však získal v Senátu minimální počet hlasů. Prezident totiž může stáhnout svou nominaci ještě před skutečným potvrzovacím hlasováním, obvykle proto, že je zřejmé, že Senát kandidáta odmítne. K tomu došlo naposledy při nominaci Harriet Miersové prezidentem Georgem W. Bushem v roce 2006.
Ačkoli pravidla Senátu výslovně neumožňují negativní hlasování ve výboru k zablokování nominace, až do roku 2017 mohla být zablokována obstrukční řečí (tzv. filibusteringem), jakmile začala debata v celém Senátu. Zablokování nominace prezidenta Lyndona B. Johnsona soudce Abe Fortase, který měl nahradit Earla Warrena na místě předsedy soudu v roce 1968, byla prvním úspěšným využitím této praktiky. Použili ji jak republikánští, tak demokratičtí senátoři, kteří se zabývali Fortasovou etikou. Druhou byla nominace Neila Gorsucha od prezidenta Donalda Trumpa na místo, které bylo uvolněno po smrti Antonina Scalii. Na rozdíl od první však pouze demokratičtí senátoři hlasovali proti ukončení řeči s odvoláním na Gorsuchovu konzervativní filozofii a předchozí odmítnutí republikánské většiny převzít nominaci Merricka Garlanda na stejné místo od prezidenta Baracka Obamy, která vypršela v lednu 2017. To vedlo republikánskou většinu ke změně pravidel a eliminaci obstrukčních řečí u nominací na Nejvyšší soud. Senát totiž nemusí jednat o nominaci, jejíž platnost končí ke konci jeho zasedání. Například první jmenování Johna Marshalla Harlana prezidentem Dwightem Eisenhowerem nebylo Senátem v listopadu 1954 projednáno, proto ho Eisenhower v lednu 1955 nominoval znovu a Harlan byl o dva měsíce později už potvrzen.

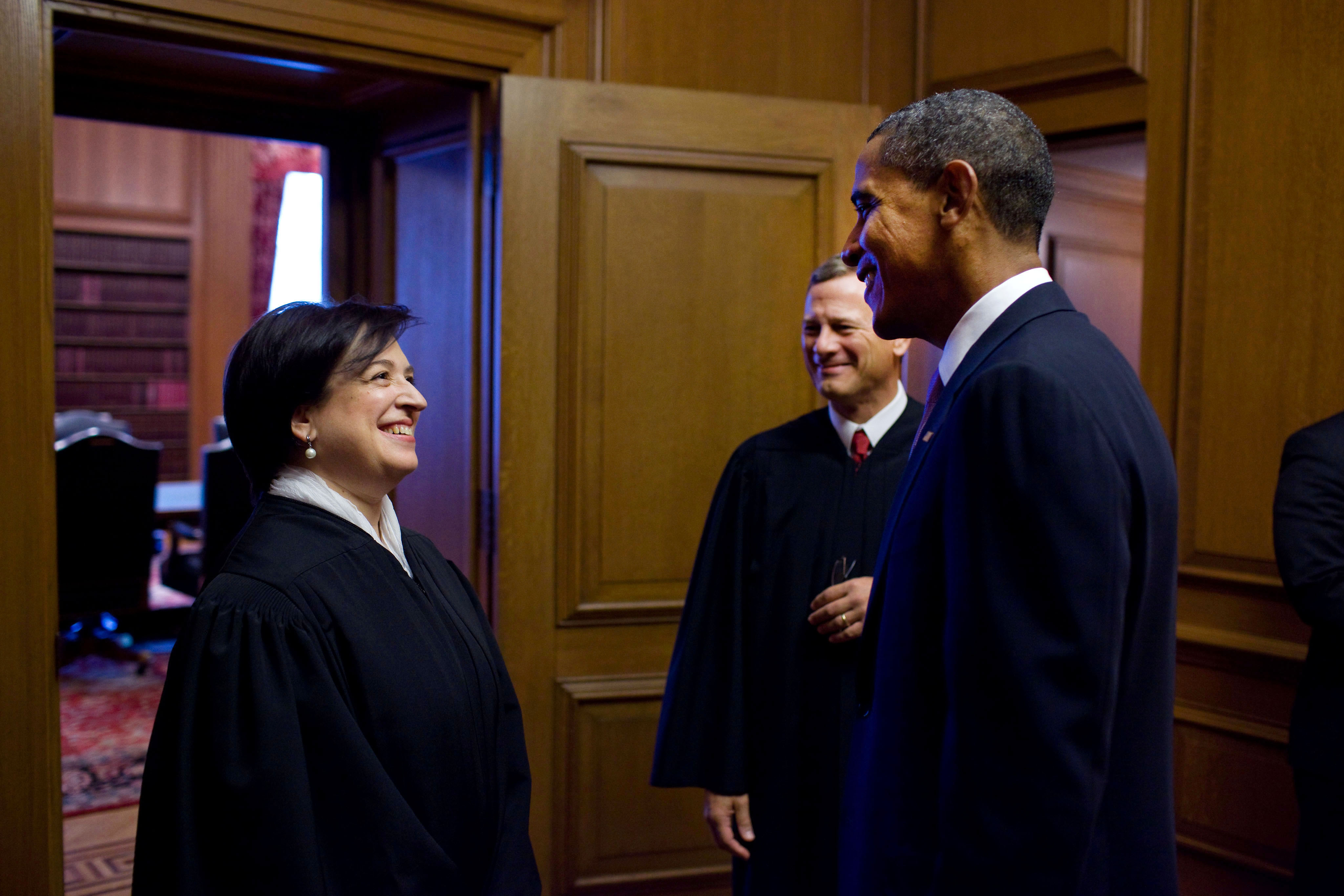
Soudci Nejvyššího soudu Elena Kaganová a John G. Roberts s prezidentem Barackem Obamou

Před rokem 1981 byl schvalovací proces soudců obvykle rychlý, od Trumana přes Nixonovu administrativu byli nominovaní soudci schváleni obvykle do jednoho měsíce. Od Reaganovy administrativy však už proces trvá mnohem déle, přes dva měsíce. Je tomu tak zřejmě proto, že Kongres vnímá, že soudci Nejvyššího soudu hrají mnohem političtější roli, než tomu bylo v minulosti. Jestliže Senát nezasedá, může prezident jmenovat dočasné soudce (recess appointment), kteří jsou v úřadu, než skončí další zasedání Senátu (což trvá méně než dva roky). Aby mohl takový kandidát zůstat i poté ve funkci, musí jej tento Senát potvrdit. K tomu nedošlo jen v případě předsedy Johna Rutledgeho, ale v roce 1960 přijal Senát usnesení, podle kterého by dočasná jmenování měla být prováděna pouze za „neobvyklých okolností“, a od Dwighta D. Eisenhowera žádný prezident už takové jmenování neprovedl. Navíc sám Nejvyšší soud v roce 2014 rozhodl, že jen Senát určuje, kdy nezasedá.
Jakmile Senát potvrdí nominaci, musí prezident připravit a podepsat pověření, na kterém musí být připevněna pečeť ministerstva spravedlnosti, a až poté se může nový soudce ujmout svého úřadu. Seniorita soudců Nejvyššího soudu je založena na datu uvedení do funkce, nikoli na datu potvrzení nebo přísahy. Důležitost uvedení do funkce podtrhuje případ Edwina M. Stantona. Ačkoli byl nominován 19. prosince 1869 prezidentem Ulyssesem S. Grantem a o několik dní později potvrzen Senátem, zemřel 24. prosince ještě předtím, než obdržel pověření. Není proto považován za skutečného člena Nejvyššího soudu.

### Definitiva
Ústava stanoví, že soudci „budou svou funkci vykonávat během dobrého chování“ (pokud nejsou jmenováni dočasně během doby, kdy Senát nezasedá). Pojmem „dobré chování“ se rozumí, že soudci mohou sloužit po zbytek svého života, pokud nebudou Kongresem obžalováni a zbaveni úřadu (impeachment), pokud sami nerezignují nebo neodejdou do důchodu. Sněmovna reprezentantů obžalovala pouze jednoho soudce, Samuela Chasea v březnu 1804, který však byl Senátem v březnu 1805 osvobozen. Později se snahy o zbavení úřadu začaly objevovat častěji (například William O. Douglas byl takto dvakrát slyšen, v roce 1953 a znovu v roce 1970, a Abe Fortas během tohoto jednání v roce 1969 sám rezignoval), ale nedospěly až k hlasování ve Sněmovně reprezentantů. Neexistuje jinak žádný mechanismus pro odstranění soudce, který je trvale neschopný výkonu funkce z důvodu nemoci nebo úrazu a není sám schopen či ochoten rezignovat.
Vzhledem k tomu, že soudci Nejvyššího soudu mají definitivu (tenure), uvolnění jejich úřadu může být nepředvídatelné. Někdy se uvolní rychle za sebou, jako na začátku 70. let 20. století, kdy byli jmenováni Lewis Franklin Powell jr. a William Rehnquist, aby nahradili Huga Blacka a Johna Marshalla Harlana, kteří odešli během jediného týdne za sebou do důchodu. Někdy ale mezi nominacemi uplyne značná doba, například jedenáct let mezi nominací Stephena Breyera v roce 1994 jako nástupce Harryho Blackmuna a nominací Johna Robertse v roce 2005 kvůli obsazení místa Sandry Day O'Connorové (Robertsova nominace byla nicméně stažena a znovu podána až na místo předsedy Nejvyššího soudu poté, co zemřel Rehnquist).
Navzdory tomu mohli všichni američtí prezidenti kromě čtyř jmenovat alespoň jednoho soudce Nejvyššího soudu. Prezident William Henry Harrison zemřel měsíc po nástupu do funkce, ačkoli jeho nástupce John Tyler jmenoval soudce během tohoto prezidentského období. Stejně tak Zachary Taylor zemřel 16 měsíců po nástupu do funkce, ale jeho nástupce Millard Fillmore také nominoval na Nejvyšší soud ještě před koncem tohoto funkčního období. Andrewu Johnsonovi, který se stal prezidentem po atentátu na Abrahama Lincolna, byla odepřena možnost jmenovat soudce kvůli snížení počtu soudců. Jimmy Carter byl jedinou osobou zvolenou za prezidenta, která odešla z funkce po jednom úplném funkčním období, aniž by měla možnost nominovat soudce Nejvyššího soudu. Prezidenti James Monroe, Franklin D. Roosevelt a George W. Bush sice sloužili po celé první funkční období bez možnosti jmenovat soudce, ale jmenovali je během následujícího volebního období. Žádný prezident, který sloužil více než jedno celé volební období, tak nezůstal bez alespoň jedné příležitosti nominovat soudce Nejvyššího soudu.

### Současné složení Nejvyššího soudu
Nejvyšší soud tvoří šest mužů a tři ženy. Jeden soudce je Afroameričan a jedna soudkyně je Hispánka. Sedm soudců a soudkyň se hlásí k římskokatolické církvi, Stephen Breyer a Elena Kaganová k judaismu. Služebně nejmladší členkou Nejvyššího soudu je Amy Coneyová Barrettová, navržená prezidentem Donaldem Trumpem v září 2020 a potvrzená Senátem Spojených států 26. října 2020. Každý soudce s výjimkou Barrettové vystudoval univerzitu z tzv. Ivy League.
| Jméno                      | Datum a místo narození                | Oficiální foto | Prezidentská nominace | Hlasování Senátu | Datum nástupu   |
| -------------------------- | ------------------------------------- | -------------- | --------------------- | ---------------- | --------------- |
| John G. Roberts (předseda) | 27. leden 1955 Buffalo, New York      |                | George Bush ml.       | 78–22            | 29. září 2005   |
| Clarence Thomas            | 23. červen 1948 Pin Point, Georgie    |                | George Bush st.       | 52–48            | 23. října 1991  |
| Samuel Alito               | 1. srpen 1950 Trenton, New Jersey     |                | George Bush ml.       | 58–42            | 31. ledna 2006  |
| Sonia Sotomayorová         | 25. červen 1954 Bronx, New York       |                | Barack Obama          | 68–31            | 6. srpna 2009   |
| Elena Kaganová             | 28. srpen 1960 Bronx, New York        |                | Barack Obama          | 63–37            | 7. srpna 2010   |
| Neil Gorsuch               | 29. srpen 1967 Denver, Colorado       |                | Donald Trump          | 54–45            | 7. dubna 2017   |
| Brett Kavanaugh            | 12. únor 1965 Washington, D.C.        |                | Donald Trump          | 50–48            | 6. říjen 2018   |
| Amy Coneyová Barrettová    | 26. leden 1972 New Orleans, Louisiana |                | Donald Trump          | 52–48            | 27. říjen 2020  |
| Ketanji Brown Jacksonová   | 14. září 1970 Washington, D.C.        |                | Joe Biden             | 53-47            | 30. červen 2022 |

### Emeritní soudci Nejvyššího soudu
Tři žijící soudci rezignovali na své posty a odešli do penze.
| Jméno           | Datum a místo narození                   | Oficiální foto | Prezidentská nominace | Hlasování Senátu | Datum nástupu  | Datum rezignace   |
| --------------- | ---------------------------------------- | -------------- | --------------------- | ---------------- | -------------- | ----------------- |
| David Souter    | 17. září 1939 Melrose, Massachusetts     |                | George Bush st.       | 68–31            | 9. říjen 1990  | 29. červen 2009   |
| Anthony Kennedy | 23. červenec 1936 Sacramento, Kalifornie | Kennedy        | Ronald Reagan         | 97–0             | 18. února 1988 | 31. červenec 2018 |
| Stephen Breyer  | 15. srpen 1938 San Francisco, Kalifornie | Breyer         | Bill Clinton          | 87-9             | 3. srpna 1994  | 30. červen 2022   |

### Asistenti soudců
Každý soudce Nejvyššího soudu najímá několik asistentů (law clerks), aby přezkoumávali žádosti o soudní příkazy, prováděli rešerše judikatury, připravili návrhy rozhodnutí a vypracovávali stanoviska. Řadovým soudcům jsou povoleni čtyři asistenti, předseda jich může mít pět. Obecně platí, že asistenti působí u Nejvyššího soudu jeden až dva roky. První law clerk byl najat soudcem Horace Grayem v roce 1882 a Oliver Wendell Holmes jr. a Louis Brandeis byli prvními soudci Nejvyššího soudu, kteří využili absolventy právnických fakult místo toho, aby si najali „stenografku-sekretářku“. V současnosti je většina asistentů čerstvými absolventy právnických fakult, zejména z elitních univerzit jako je Harvard (v letech 1882–1940 až 62 % všech asistentů), Yale, Chicagská univerzita, Kolumbijská univerzita nebo Stanford. Také řada soudců Nejvyššího soudu nejdříve působila jako asistent soudce, ať již přímo u Nejvyššího soudu nebo u některého z federálních odvolacích soudů.

## Jurisdikce

### Pravomoc Nejvyššího soudu
Nejvyšší soud má podle Ústavy USA výlučnou pravomoc ve věcech sporů mezi dvěma nebo více státy, ale může také takové případy odmítnout projednávat. Rovněž má původní, nikoli však výlučnou jurisdikci k projednávání „všech žalob nebo řízení, jejichž účastníky jsou velvyslanci, jiní veřejní činitelé, konzulové nebo vicekonzulové cizích států, dále všechny spory mezi Spojenými státy a jednotlivými státy USA a všech žalob federace proti občanům členského státu nebo i proti cizincům“. Jinak je Kongres podle článku III federální ústavy oprávněn upravovat odvolací jurisdikci Nejvyššího soudu.
V roce 1906 soud uplatnil svou původní jurisdikci stíhat jednotlivce za pohrdání soudem v případu United States vs. Shipp. Toto řízení zůstává jediným řízením o pohrdání a také jediným trestním řízením v historii Nejvyššího soudu. Řízení vzešlo z lynčování Eda Johnsona ve městě Chattanooga v Tennessee večer poté, co soudce John Marshall Harlan povolil Johnsonovi odklad popravy, aby jeho právníci mohli podat odvolání. Johnson byl vyvlečen davem ze své vězeňské cely, přičemž jim pomohl místní šerif, který opustil prakticky nestřežené vězení, a byl pověšen z mostu, aby pak na jeho tělo zástupce šerifa připnul poznámku: „Soudci Harlanovi. Teď si přijď pro svého negra.“ Místní šerif, John Shipp, uvedl jako důvod pro lynčování právě zásah Nejvyššího soudu. Soud jmenoval svého zástupce jako zvláštního soudce, který předsedal soudu v Chattanooga a poté přednesl svou závěrečnou řeč před soudci Nejvyššího soudu ve Washingtonu, kteří shledali devět jednotlivců vinnými z pohrdání soudem a odsoudili tři z nich k trestu 90 dní ve vězení a zbytek k 60 dnům ve vězení.

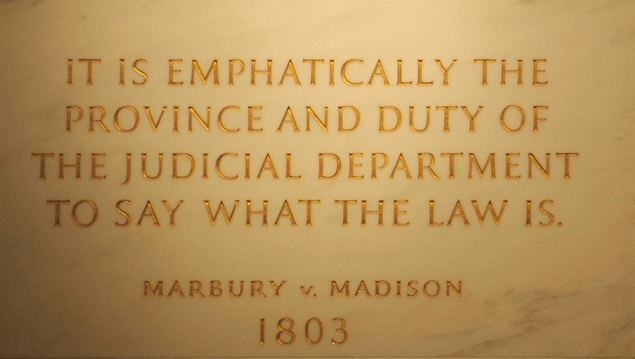
Citace na zdi budovy Nejvyššího soudu z případu Marbury vs. Madison, ve kterém předseda John Marshall vyjádřil koncept soudního přezkumu

Ve všech ostatních případech má však Nejvyšší soud pouze odvolací pravomoc, včetně možnosti vydávat příkazy a zákazy pro soudy nižšího stupně. Případy založené na své jurisdikci dané ústavou posuzuje velmi zřídka, téměř všechny případy jsou podány k Nejvyššímu soudu právě v odvolacím řízení. V praxi jsou jedinými případy této jurisdikce projednávanými soudem spory mezi dvěma nebo více státy. Šlo například o spory United States vs. Texas, kde šlo o určení, zda určitý pozemek patřil USA nebo Texasu, nebo Virginia vs. Tennessee, který se týkal určení, zda lze změnit nesprávně zakreslenou hranici mezi těmito státy jen rozhodnutím soudu jednoho z nich a zda k určení správné hranice je zapotřebí souhlasu Kongresu. Dva další případy výlučné jurisdikce se týkaly hranic a práv z koloniální éry ohledně splavných vod (New Jersey vs. Delaware) a práva na vodu a užívání těchto vodních toků (Kansas vs. Colorado).
Odvolací pravomoc Nejvyššího soudu se skládá z odvolání od federálních odvolacích soudů (prostřednictvím příkazu certiorari, tohoto příkazu vydaného ještě před rozsudkem odvolacího soudu a předběžných otázek vznesených přímo těmito soudy), amerického odvolacího soudu pro ozbrojené síly (United States Court of Appeals for the Armed Forces; prostřednictvím certiorari), Nejvyššího soudu Portorika (prostřednictvím certiorari), Nejvyššího soudu Panenských ostrovů (prostřednictvím certiorari), odvolacího soudu District of Columbia (prostřednictvím certiorari) a vůči „konečným rozsudkům nebo výnosům vydaným nejvyšším soudem státu, ve kterém mohlo být vydáno rozhodnutí“ (prostřednictvím certiorari). V posledním případě lze u Nejvyššího soudu podat odvolání od soudu nižšího stupně státu, pokud nejvyšší soud daného státu odvolání odmítl projednat nebo mu k projednání tohoto odvolání chyběla pravomoc. Například proti rozhodnutí vydanému jedním z odvolacích soudů na Floridě lze podat odvolání k Nejvyššímu soudu USA, pokud a) Nejvyšší soud Floridy odmítl udělit certiorari, jako tomu bylo např. v případu Florida Star vs. B. J. F., nebo b) odvolací soud vydal tzv. rozhodnutí per curiam, které jen potvrdilo rozhodnutí soudu nižšího stupně, aniž by se odvolací soud zabýval samotnou opodstatněností případu, protože Nejvyšší soud Floridy nemá pravomoc projednávat odvolání proti těmto rozhodnutím. Pravomoc Nejvyššího soudu USA posuzovat odvolání také od státních soudů, nikoli pouze od federálních, byla vytvořena zákonem o soudnictví z roku 1789 a potvrzena byla už na začátku existence soudu jeho rozhodnutími ve věcech Martin vs. Hunter's Lessee (1816) a Cohens vs. Virginia (1821). Nejvyšší soud je jediným federálním soudem, který má pravomoc rozhodovat přímo o odvoláních proti rozhodnutím státních soudů, ačkoli existuje několik federálních nařízení, která umožňují tzv. „kolaterální přezkum“ státních případů. Je však třeba poznamenat, že tento „kolaterální přezkum“ se často vztahuje pouze na jednotlivce v cele smrti, a nejde o přezkum v rámci řádného soudního systému.
Jelikož článek III Ústavy Spojených států stanoví, že federální soudy mohou projednávat pouze „případy“ nebo „spory“, Nejvyšší soud USA nemůže rozhodnout o nejednoznačných případech a nevydává ani poradní stanoviska, jako to mohou činit nejvyšší soudy některých států. Například v rozsudku DeFunis vs. Odegaard (1974) Nejvyšší soud zamítl žalobu zpochybňující ústavnost politiky afirmativní akce právnické fakulty, protože žalující student po zahájení soudního řízení své studium úspěšně ukončil, a rozhodnutí soudu o jeho nároku by tak nebylo schopno napravit žádnou újmu, kterou mohl utrpět. Soud však uznává některé okolnosti, kdy je vhodné projednat případ, který je zdánlivě diskutabilní. Pokud je věc „schopna opakování a přesto se vyhne přezkumu“, bude se jí Nejvyšší soud zabývat, i když strana sama by před soudem nebyla příznivým výsledkem uspokojena. Ve věci Roe vs. Wade (1973) a v dalších případech potratů se Nejvyšší soud zabýval opodstatněností tvrzení těhotných žen, které žádaly o potrat, i když již nebyly těhotné, protože odvolat se od nižších soudů až k Nejvyššímu soudu trvalo déle, než je obvyklá doba lidského těhotenství. Další výjimkou je dobrovolné ukončení protiprávního jednání, při kterém soud posuzuje pravděpodobnost opakování a potřebu žalobce získat odškodnění.

### Soudci jako obvodní soudci

Rozdělení Spojených států na soudní obvody federálních odvolacích (Courts of appeal) a okresních soudů (District courts)

Spojené státy jsou rozděleny do třinácti obvodů odvolacích soudů, z nichž každému je přidělen jeden „obvodní soudce“ z Nejvyššího soudu. Ačkoli tento koncept existuje nepřetržitě po celou historii republiky, jeho význam se časem změnil. Podle zákona o soudnictví z roku 1789 bylo od každého soudce požadováno, aby „jezdil po obvodu“ nebo aby cestoval v rámci přiděleného obvodu a soudil místní případy spolu se zdejšími soudci. Tato praxe narazila na odpor mnoha soudců, kteří namítali obtížnost neustálého cestování. Kromě toho mohlo dojít ke střetu zájmů, pokud by soudce Nejvyššího soudu už dříve rozhodl stejný případ při svém cestování obvodem. Takové cestování skončilo v roce 1901, kdy byl přijat zákon o obvodním odvolacím soudu (Circuit Court of Appeals Act), a oficiálně bylo zrušeno Kongresem v roce 1911.
Obvodní soudce je pro svůj obvod odpovědný za vyřizování určitých typů návrhů, které podle pravidel Nejvyššího soudu mohou být řešeny jen jedním soudcem. Patří mezi ně žádosti o předběžná opatření (včetně pozastavení výkonu trestu smrti) a soudní zákazy podle zákona o všech příkazech (All Writs Act), které vyplývají z případů daného obvodu, stejně jako běžné žádosti, jako jsou např. žádosti o prodloužení lhůty. Dříve obvodní soudci někdy rozhodovali i o návrzích na povolení kauce v trestních věcech, vydávali soudní příkazy k předvedení osoby (habeas corpus) a rozhodovali o žádostech na vydání soudního příkazu udělujícího povolení k odvolání (writ of error). Obvodní soudce může také zasedat jako soudce odvolacího soudu svého obvodu, ale za posledních sto let k tomu došlo jen zřídka. Obvodní soudce zasedající u odvolacího soudu má nad předsedou tohoto soudu senioritu.
Předseda Nejvyššího soudu je tradičně přidělen k soudnímu obvodu District of Columbia, ke čtvrtému obvodu (který zahrnuje Maryland a Virginii, státy obklopující District of Columbia) a od jeho založení i k federálnímu obvodu. Ostatní soudci jsou přiděleni k jednomu nebo dvěma soudním obvodům. K 20. listopadu 2020 bylo rozdělení soudců mezi obvody následující:
| Obvod                | Okresní a další soudy v obvodu odvolacího soudu | Soudce    |
| -------------------- | --- | --------- |
| District of Columbia | Washington, D.C. | Roberts   |
| První                | Maine, Massachusetts, New Hampshire, Portoriko, Rhode Island | Breyer    |
| Druhý                | Connecticut, New York jih, New York sever, New York východ, New York západ, Vermont | Sotomayor |
| Třetí                | Delaware, New Jersey, Pensylvánie střed, Pensylvánie východ, Pensylvánie západ | Alito     |
| Čtvrtý               | Maryland, Severní Karolína střed, Severní Karolína východ, Severní Karolína západ, Jižní Karolína, Virginie východ, Virginie západ, Západní Virginie jih, Západní Virginie sever           | Roberts   |
| Pátý                 | Louisiana střed, Louisiana východ, Louisiana západ, Mississippi jih, Mississippi sever, Texas jih, Texas sever, Texas východ, Texas západ                                                  | Alito     |
| Šestý                | Kentucky východ, Kentucky západ, Michigan východ, Michigan západ, Ohio jih, Ohio sever, Tennessee střed, Tennessee východ, Tennessee západ                                                 | Kavanaugh |
| Sedmý                | Illinois jih, Illinois sever, Illinois střed, Indiana jih, Indiana sever, Wisconsin východ, Wisconsin západ                                                                                | Barret    |
| Osmý                 | Arkansas východ, Arkansas západ, Iowa jih, Iowa sever, Minnesota, Missouri východ, Missouri západ, Nebraska, Jižní Dakota, Severní Dakota                                                  | Kavanaugh |
| Devátý               | Aljaška, Arizona, Kalifornie jih, Kalifornie střed, Kalifornie sever, Kalifornie východ, Havaj, Idaho, Montana, Nevada, Oregon, Washington východ, Washington západ, Guam, Severní Mariany | Kagan     |
| Desátý               | Colorado, Kansas, Nové Mexiko, Oklahoma sever, Oklahoma východ, Oklahoma západ, Utah, Wyoming                                                                                              | Gorsuch   |
| Jedenáctý            | Alabama jih, Alabama sever, Alabama střed, Florida jih, Florida sever, Florida střed, Georgie jih, Georgie sever, Georgie střed                                                            | Thomas    |
| Federální            | Court of Appeals for Veterans Claims, Court of Federal Claims, Court of International Trade                                                                                                | Roberts   |

## Řízení před Nejvyšším soudem
Zasedání Nejvyššího soudu začíná první pondělí každého října a trvá až do června nebo do začátku července následujícího roku. Každé zasedání se skládá ze dvou střídajících se období trvajících kolem dvou týdnů, známých jako „sezení“ a „přerušení“. Soudci během sezení projednávají případy a vydávají rozhodnutí, během přestávek diskutují o případech a píší svá stanoviska.

### Přístup k Nejvyššímu soudu
Aby bylo možné podat žalobu k Nejvyššímu soudu, musí být advokát nejprve přijat do advokátní komory soudu (Supreme Court bar). Každý rok do ní vstoupí přibližně čtyři tisíce právníků. Komora má odhadem asi 230 tisíc členů, ve skutečnosti je však možnost podání žaloby omezeno jen na několik stovek z nich, zbytek se připojuje jednorázově za poplatek. Advokáti mohou být přijati buď jako jednotlivci, nebo jako skupiny právníků. Skupinové přijetí se koná před soudci Nejvyššího soudu, přičemž návrh na přijetí nových advokátů schvaluje předseda soudu. Právníci běžně žádají certifikát o přijetí do komory, který si vyvěsí ve své kanceláři nebo ho uvádějí v životopise. Mají také lepší místa k sezení, pokud se chtějí zúčastnit ústního jednání soudu. Členům advokátní komory Nejvyššího soudu je rovněž umožněn přístup do sbírek jeho knihovny.

### Výběr případů
Téměř všechny případy přichází k Nejvyššímu soudu formou návrhů na vydání soudních příkazů certiorari, obvykle označovaných jako „cert“. Soud může přezkoumat jakýkoli případ federálních odvolacích soudů „soudním příkazem vydaným na základě žádosti kterékoli strany v jakémkoli občanskoprávním nebo trestním řízení“. Soud může také přezkoumat „konečné rozsudky vynesené nejvyšším soudem státu, ve kterém by mohlo být vydáno rozhodnutí“, avšak pouze pokud tyto rozsudky zahrnují otázku výkladu federálních zákonů nebo ústavního práva. Účastník řízení, který se odvolal k Nejvyššímu soudu, je navrhovatel (petitioner), a osoba, která není navrhovatelem, je odpůrce (respondent). Názvy všech případů řešených před Nejvyšším soudem jsou stylizované jako „navrhovatel vs. odpůrce“, bez ohledu na to, která strana zahájila soudní řízení u soudu prvního stupně. Například trestní stíhání je vedeno jménem státu proti jednotlivci, jako tomu bylo v případě State of Arizona vs. Ernesto Miranda. Když byl obžalovaný usvědčen, rozhodnutí bylo potvrzeno i v odvolacím řízení u nejvyššího soudu Arizony a požádal pak o „cert“, název jeho případu už zněl Miranda vs. Arizona.
Existují i situace, kdy Nejvyšší soud uplatňuje svou výlučnou ústavní pravomoc, například když mají dva státy spor mezi sebou nebo když dojde ke sporu mezi federací a konkrétním státem. V takových případech je případ podán přímo k Nejvyššímu soudu. Ačkoli k tomu nedošlo už od roku 1794, kdy byl projednáván případ Georgia vs. Brailsford, účastníci takového řízení, v níž jde o ústavní jurisdikci Nejvyššího soudu, mohou požadovat, aby o skutkových otázkách rozhodla porota. Georgia vs. Brailsford tak zůstává jediným případem, ve kterém soud jmenoval zvláštní porotu.
O návrhu na vydání soudního příkazu se hlasuje na zasedání soudu, které se nazývá „konference“. Konference je soukromé setkání devíti soudců, veřejnost i asistenti soudců jsou z ní vyloučeni. Tzv. „pravidlo čtyř“ umožňuje už čtyřem z těchto devíti soudců vydat soudní příkaz certiorari. Pokud je takto rozhodnuto, případ se dostane do fáze vyžádání zpráv, jinak věc končí. S výjimkou případů týkajících se trestu smrti a dalších případů, kdy si soud sám vyžádá zprávu od odpůrce, odpůrce může, ale nemusí soudu zaslat vlastní odpověď na žádost navrhovatele o vydání soudního příkazu. Soud vyhoví žádosti o soudní příkaz pouze ze „závažných důvodů“, které jsou uvedeny v jednacím řádu Nejvyššího soudu. Mezi tyto důvody patří řešení konfliktu při výkladu federálního zákona nebo ustanovení federální Ústavy mezi různými federálními odvolacími soudy (circuit split), oprava závažného odklonu od už přijatého a obvyklého průběhu soudního řízení, vyřešení důležité otázky federálního práva nebo přezkum rozhodnutí soudu nižšího stupně, pokud je v přímém rozporu s předchozím rozhodnutím Nejvyššího soudu.

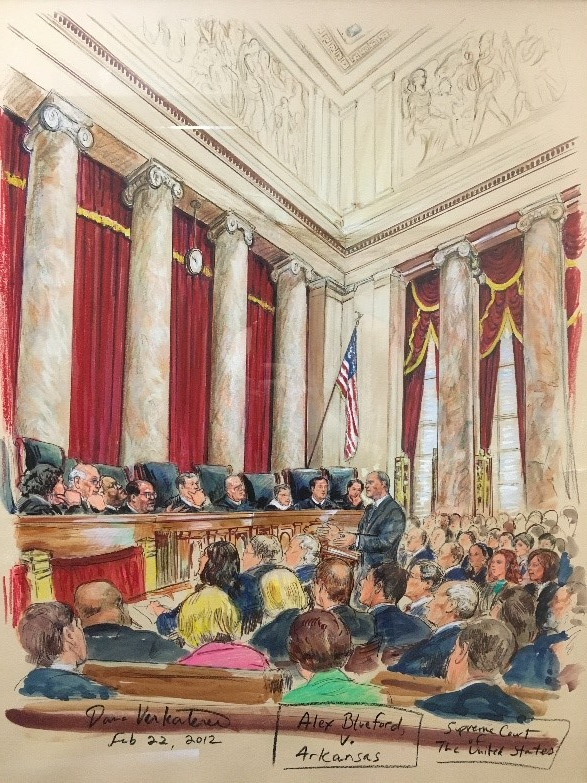
Kresba ze soudního líčení ve věci Blueford vs. stát Arkansas, 4. října 2017

Jestliže soud hlasuje pro zamítnutí návrhu na vydání soudního příkazu, jako je tomu u velké většiny takovýchto návrhů (Nejvyšší soud každoročně obdrží více než 7 tisíc návrhů, z nichž do fáze vyžádání zpráv a ústního projednání postoupí sto i méně), činí tak obvykle bez odůvodnění. Odmítnutí žádosti není rozhodnutím ve věci samé a konečné rozhodnutí daného případu je proto rozhodnutí soudu nižšího stupně.

### Ústní projednání a rozhodnutí
Vyhoví-li Nejvyšší soud návrhu na vydání soudního příkazu, je věc připravena k ústnímu projednání. Obě strany podají svá stručná stanoviska k podstatě případu, která mohou být odlišná od důvodů, jimiž případně argumentovaly pro udělení nebo zamítnutí soudního příkazu. Se souhlasem stran nebo se souhlasem soudu mohou podat své zprávy také amici curiae neboli „přátelé soudu“. Soud má pro ústní projednání případů vyhrazeno každý měsíc od října do dubna dvoutýdenní sezení. Každá strana má při něm třicet minut na přednesení všech svých argumentů (soud jí může poskytnout více času, i když to není časté) a během této doby mohou soudci advokáta přerušovat a klást mu otázky. První vyjádření přednese navrhovatel, který si může vyhradit určitý čas na vyvrácení argumentů odpůrce poté, co ten dokončí své vystoupení. Rovněž amicus curiae může přednést vyjádření jménem jedné strany, pokud s tím tato strana souhlasí.
Na konci ústního projednání je věc připravena k rozhodnutí. O případech se rozhoduje prostou většinou hlasů všech soudců. Je obvyklou praxí Nejvyššího soudu vydávat všechny svá rozhodnutí až na konci celého sezení, ačkoli během něj nemá soud po ústním projednání věci stanovenou žádnou lhůtu k rozhodnutí. Po ukončení sezení soudci odchází na další konferenci, na které se sčítají předběžné hlasy, a nejstarší soudce té skupiny, která má většinu, poté přidělí novou věc některému soudci ze své skupiny k vypracování návrhu předběžného stanoviska Nejvyššího soudu. Návrhy těchto stanovisek, jakož i všechna konkurující a disentní stanoviska, kolují mezi soudci, dokud není soud připraven vyhlásit v daném případě rozsudek. Vzhledem k tomu, že v soudní síni Nejvyššího soudu jsou veškerá záznamová zařízení zakázána, doručují novináři jeho rozhodnutí do svých médií prostřednictvím papírových kopií, což je označováno jako „běh stážistů“ (Running of the Interns).
Je možné, že se soud kvůli vyloučení některých soudců z důvodu podjatosti, nebo pokud není plně obsazen, rozdělí v názorech na určitý případ půl na půl. Pokud k tomu dojde, je potvrzeno rozhodnutí soudu nižšího stupně, ale nezaloží se tím závazný precedent (ve skutečnosti to má za následek návrat ke status quo ante). K vlastnímu projednání případu je dáno kvórum alespoň šesti soudců. Pokud není soud usnášeníschopný a většina soudců se domnívá, že případ nebude možné projednat a rozhodnout ani při příštím sezení, je rozsudek soudu nižšího stupně potvrzen, jako kdyby byl soud názorově rozdělen přesně napůl. U případů podaných k Nejvyššímu soudu na základě odvolání přímo od federálního okresního soudu může předseda soudu nařídit, aby byl případ postoupen příslušnému odvolacímu soudu a tam bylo vydáno konečné rozhodnutí. K tomu však došlo v historii USA pouze jednou, v případu United States vs. Alcoa (1945).

### Publikace rozhodnutí
Stanoviska Nejvyššího soudu jsou zveřejňována ve třech fázích. Nejprve je na jeho webových stránkách i případně prostřednictvím jiných stránek dostupné předběžné stanovisko. Dále je několik stanovisek a seznamů soudních příkazů vydáváno v brožované podobě, jde o tzv. předběžný tisk United States Reports, oficiální sbírkové edice, ve které se zveřejňují konečné verze stanovisek Nejvyššího soudu. Asi rok po vydání předběžných výtisků je vydán konečný a vázaný svazek sbírky U. S. Reports. Její jednotlivé svazky jsou očíslovány, takže uživatelé ji (nebo konkurenční verzi publikovanou jiným komerčním právním vydavatelem, ale obsahující paralelní citace) mohou citovat, aby pak ti, kteří pak čtou jejich podněty a další zprávy, mohli rychle a snadno najít citované případy. K roku 2012 bylo takto publikováno přes 30 tisíc stanovisek Nejvyššího soudu přijatých už od vzniku soudu. Nejde však o celkový počet řízení, protože několik případů lze vyřešit i jen jediným stanoviskem (což není neobvyklé, výjimkou jsou ale The Telephone Cases, které jako soubor vzájemně provázaných stanovisek zabírají celý 126. svazek U. S. Reports).
Stanoviska jsou rovněž shromažďovány a publikovány ve dvou neoficiálních a paralelních sbírkách: Supreme Court Reporter vydávanou tradičním nakladatelstvím West (od roku 1996 spadající pod kanadskou mediální skupinu Thomson Reuters) a United States Supreme Court Reports, Lawyers' Edition (zjednodušeně známou jen jako Lawyers' Edition), kterou vydává právnická společnost LexisNexis. Soudní rozhodnutí, právnická periodika a jiná právní média při citování případů Nejvyššího soudu obvykle obsahují citaci všech třech těchto sbírek. Například citace případu Citizens United vs. Federal Election Commission je uváděna jako „Citizens United v. Federal Election Com'n, 585 U.S. 50, 130 S. Ct. 876, 175 L. Ed. 2d 753 (2010)“ , kde „U.S.“ označuje U. S. Reports, „S. Ct.“ označuje Supreme Court Reporter a „L. Ed.“ označuje Lawyers' Edition. Právníci však běžně používají zkrácenou citaci obsahující jen označení svazku U. S. Reports, strany, kde stanovisko začíná, a v závorce rok rozhodnutí. Volitelně je ještě někdy před rok přidáváno konkrétní číslo strany, odkud je ze stanoviska citováno. Například citace případu Roe vs. Wade je „410 U.S. 113 (1973)“, což znamená, že případ byl rozhodnut v roce 1973 a byl publikován ve 410. svazku U.S. Reports na straně 113. U stanovisek Nejvyššího soudu nebo u jeho soudních příkazů, které ještě nebyly zveřejněny ani v předběžném tisku, mohou být svazek a čísla stránek nahrazeny znakem „___“.